# 기체 법칙
기체 법칙(Gas laws)은 기체의 열역학적 온도(T)·압력(P)·부피(V) 사이의 관계를 설명하기 위한 법칙이다. 이 셋 사이의 관계를 설명하는 법칙으로 보일의 법칙·샤를의 법칙·게이뤼삭의 법칙이 있으며, 이를 종합하면 다음과 같이 보일-샤를의 법칙이 나온다.
{\displaystyle {\frac {P_{1}V_{1}}{T_{1}}}={\frac {P_{2}V_{2}}{T_{2}}}}
여기에 아보가드로의 법칙을 적용하면 이상 기체 법칙이 만들어진다.
{\displaystyle PV=nRT}
이를 정확히 만족하는 기체를 이상 기체라고 부른다. 판데르 발스 상태방정식은 이 식을 실제 기체에 적용하기 위해 바꾼 것이다.
기체 분자 운동론과 그레이엄의 법칙은 기체의 압력·부피·온도 사이의 관계를 분자 단위로 설명한 것이다. 이 밖에도 기체 분압에 관한 돌턴의 법칙이 있다.

## 참고 문헌
- Castka, Joseph F.; Metcalfe, H. Clark; Davis, Raymond E.; Williams, John E. (2002). 《Modern Chemistry》. Holt, Rinehart and Winston. ISBN 0-03-056537-5.
- Guch, Ian (2003). 《The Complete Idiot's Guide to Chemistry》. Alpha, Penguin Group Inc. ISBN 1-59257-101-8.
- Zumdahl, Steven S (1998). 《Chemical Principles》. Houghton Mifflin Company. ISBN 0-395-83995-5.